# Madain

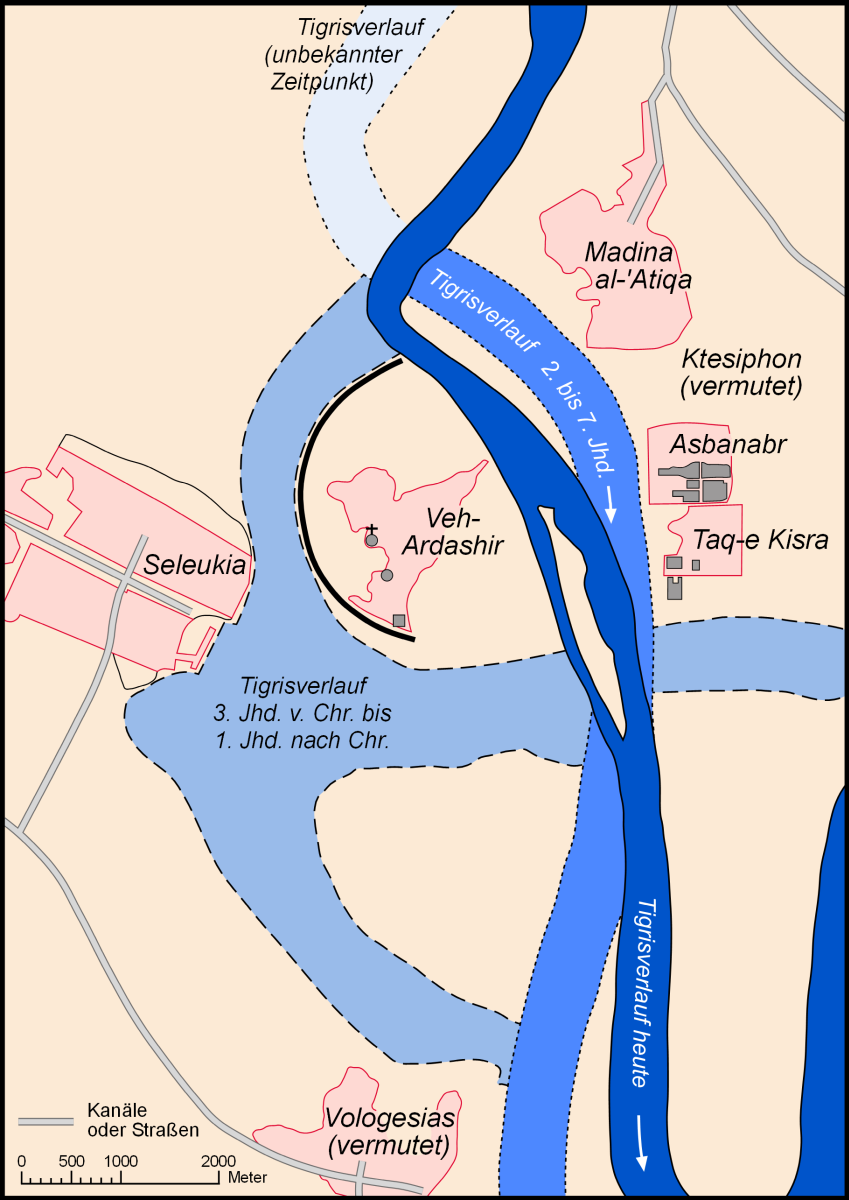
Mapa de Ctesifont (Madain)-Selèucia

Madain o al-Madain (àrab: المدائن, al-Madāʾin, ‘les Ciutats') fou una ciutat de l'Iraq principalment sota els omeies i abbàssides. El nom designava a un grup de poblacions quasi juntes entre les quals hi havia la ciutat de Ctesifont, l'antiga capital administrativa sassànida i residència d'hivern del rei. El nom derivava de l'arameu Mahoze (Māhōzē).??? Estava a la vora del Tigris a uns 30 km al sud-est del lloc de Bagdad (que es va fundar el 762). Era residència també de l'exilarca jueu i el catolicós nestorià. La tradició diu que eren set viles, però les principals eren cinc:
A la riba oriental del Tigris:
- Ctesifont, la més antiga, que els àrabs van anomenar ‘la Ciutat Vella’ (al-Madina al-Atiqa) on hi havia el palau reial, anomenat el Palau Blanc, al-Qasr al-Àbyad
- Aspanbur, zona residencial, on vivien els alts funcionaris, amb un conjunt palatial, un bany, un tresor i una fàbrica de moneda. Estava tocant a Ctesifont
- Veh Antiokh-i Khusraw, fundada a 5 km de Ctesifont per Còsroes I el 540, on foren instal·lats els presoners fets a Antioquia de l'Orontes. Els àrabs la van anomenar ar-Rumiyya

A la riba occidental:
- Veh-Ardashir fundada per Artaxerxes I vers el 230. Els àrabs la van anomenar Behrasir, els jueus Mahoza i els cristian Kokhe. Era la part comercial i industrial amb el seu propi taller de monedes. Hi havia la catedral dels nestorians i la residència de l'exiliarca, però fou abandonada parcialment al segle VI
- Sabat, 5 km al sud de l'anterior, que guardava el pont al lloc on el Nahr al-Malik s'unia al Tigris.

Aquest conjunt de ciutats fou ocupat pels àrabs el març del 637 i anomenat al-Madain o Madain. Ja la noblesa havia fugit però els tresors trobats van produir un gran botí. La població va fer un pacte de capitulació i va pagar la jizya. Molts notables perses (dahakin) hi van seguir residint, així com el catolicós i l'exilarca fins al segle viii. El 663 hi havia una guarnició àrab de 300 homes i el 695 eren mil homes, sempre manats per notables de Kufa de la tribu Azd. Fou el centre de la regió del Diyala (Ard Djukha) dependent del governador de Kufa.
Un dels primers governador fou Salman al-Farissí (mort en 656). Sad ibn Massud fou governador del 656 al 660 i el 657 va rebutjar un atac kharigita. Un altre governador, Simak, va impedir al kharigita al-Mustàwrid de passar de la banda oriental a l'occidental. La ciutat va seguir a Kufa en la seva tendència religiosa, i fou un centre alida. El 687 la ciutat fou saquejada pels azraquites (kharigites extremistes). Xabib la va ocupar temporalment el 696. Al segle VIII els xiïtes de Madain eren considerats extremistes (ghulati). Allí es va fundar la secta Harithiyya que afirmava que qualsevol coneixedor de l'islam podia actuar lliurement i que va donar suport a l'aixecament alida del 744.
Després del 754 al-Mansur va residir temporalment a Madain (a ar-Rumiyya) i en aquest lloc fou executat Abu-Múslim el 754. El 762 el califa va decidir la fundació de Bagdad 30 km al nord-oest. El catolicós, l'exilarca i bona part de la població foren obligats a traslladar-se a la nova ciutat. El Palau Blanc fou parcialment demolit per al-Mansur. Tot i que 755 en va ordenar la restauració, va restar en ruïnes fins que al-Mustakfi (902-908) va ordenar vers el 903 acabar la demolició. Els materials van servir per fer un palau a Bagdad.
Al segle ix va agafar un caràcter de ciutat agrícola. Al segle X ar-Rumiyya va quedar abandona però la resta de poblacions a la riba oriental van restar com a barris de Bagdad. En aquest segle X hi apareixen els extremistes alides anomenats Ishaqiyya. Als segles xii i xiii encara subsistia una població petita a la riba oriental i un poble de xiïtes imamites a la riba occidental que era l'antic Behrasir que va existir fins al segle xv.
El 22 i 23 de novembre de 1915 es va lliurar a l'est de les ruïnes de l'iwan l'anomenada batalla de Ctesifont en què els otomans van derrotar l'exèrcit angloindi del general Townshend, aturant el seu avanç cap a Bagdad.